# Pasijon po Janezu (Bach)
Pasijon po Janezu BWV 245 je vokalno-instrumentalno delo skladatelja Johanna Sebastiana Bacha. Krstno je bil izveden na Veliki petek, 7. aprila leta 1724, v leipziški katedrali Sv. Nikolaja. 
Bach naj bi napisal štiri pasijone, v celoti pa sta ohranjena le dva: poleg Janezovega še Pasijon po Mateju. Originalni Markov pasijon je ohranjen v nekaj fragmentih, ki jih je rekonstruiral poznavalec baročne glasbe Ton Koopman. Pasijon po Luki je ostal v rokopisu in zaradi svoje skromne umetniške vrednosti velja za delo, ki je pomotoma pripisano Bachu. Četrti pasijon je izgubljen. 

## Zasedba
- vokalna zasedba
  - solisti:
    - Evangelist
    - Kristus (bas)
      - sopran
      - mezzosopran
      - tenor
      - bas

  - komorni zbor:
    - solisti v zboru
      - dekla
      - Peter
      - služabnik
- orkester
  - solisti v orkestru:
    - viola da gamba
    - čembalo
    - pozitiv
    - lutnja
    - violončelo

Okviren čas trajanja: 120 minut

## Zgradba
Bachov Pasijon po Janezu je grajen iz dveh delov. Vmesni čas je bil ob prvi izvedbi v Leipzigu namenjen pridigi. Besedilo pasijona se večji del naslanja na Evangelij po Janezu, na izrazito muzikalno pomembnih ali dramatičnih mestih pa je Bach uporabil še besedilo iz Evangelija po Mateju. Pasijon sestavljajo korali, ki predstavljajo komentarje krščanske skupnosti in arije, v katerih posamezniki razmišljajo o evangelistovih besedah. Izbor koralov in besedila arij so povzeta po pasijonu Bachovega sodobnika, pesnika Bartholda Heinricha Brockesa. 

### Prvi del
Delo je bilo večkrat tudi kritizirano kot antisemitsko. Po uvodnem zboru in evangelistovi ariji nastopita dva dramatična zborovska korala, ki predstavljata Jude kot demonske sovražnike. Poleg tega prvi koral O grosse Lieb'o Lieb'ohn'alle Masse (Ljubezen silna, Ti, brez vsake meje) predstavlja veliki odmev skupnosti. Sledita dve ariji, ki sta podrejeni pestri instrumentaciji. Nanju se navezuje naslednji koral, ki vodi k dramatičnemu vrhuncu. Jezus, ki ga tepejo, odgovarja velikemu duhovniku: »Če sem napak govoril, dokaži, da napak; če pa prav, kaj me tolčeš?« Odziv ljudstva v koralu sprašuje: »Kdo te je tako udaril?« Prvi del pasijona se konča s koralom Petrus, der nicht denkt zurück (Peter mislil ni nazaj), torej s Petrovo zatajitvijo. Na tem mestu je zaradi večjih izraznih možnosti Bach uporabil besedilo Evangelija po Mateju, ki je bolj poglobljeno kot v Evangeliju po Janezu: »In Peter se je spomnil besede, ki mu jo je rekel Jezus. Šel je ven in se bridko zjokal.« To je v muzikalnem smislu najbolj ganljivi del Pasijona, po mnenju mnogih pa tudi celotnega Bachovega opusa. Petrovemu obupu odgovarja arija, ki izraža strastno željo duše, da bi ubežala svetu in našla mir. 

### Drugi del
Dramatični elementi se v drugem delu stopnjujejo, saj Janezov evangelij za razliko od drugih evangelijev bolj poglobljeno opisuje Pilatov notranji boj s svojo vestjo. Judje pretkano izsiljujejo skeptičnega in o Jezusovi nedolžnosti prepričanega oblastnika. Izgovarjajo se na zakone, grozijo Pilatu, da bo v nemilosti pri cesarju, prizanašajo Barabi in za Jezusa neusmiljeno zahtevajo križanje. Bachova glasba izraža vse grobosti in ekscesne situacije. Umirjeni del Pasijona je Jezusova smrt. Zadnje besede Es ist vollbracht (Dopolnjeno je!) zapoje altovski solo, njegovo lirično kantileno pa spremlja viola da gamba. Kratkemu evangelistovemu stavku Und neigte das Haupt und verschied. (Nagnil je glavo in izdihnil.) sledi basovska arija, ki postavlja vprašanje po odrešitvi, nanjo pa se navezuje zbor s koralom, ki odgovarja Jesu, der du warest tot, lebest nun ohn' Ende (Jezus, bil si mrtev že, zdaj živiš na veke). Na pripoved o smrti in vstajenju se navezujeta lirična tenorska in sopranska arija ob spremljavi oboe da caccia in flavte.